# Estação Ecológica de Taiamã
A Estação Ecológica de Taiamã (EET) é uma unidade de conservação (UC) federal criada em 1981, e está localizada no norte do bioma Pantanal, o qual foi declarado Patrimônio Nacional pela Constituição Federal de 1988, Reserva da Biosfera Mundial e Patrimônio Natural da Humanidade pela UNESCO. A região da Estação é considerada pelo Ministério do Meio Ambiente uma área com prioridade extremamente alta de conservação, bem com importância biológica extremamente alta. Considerando ainda que esta UC é a única Estação Ecológica do bioma, esta região torna-se, portanto, um local relevante nos cenários nacional e internacional da conservação da biodiversidade, além de um importante local para a realização de pesquisas científicas.
A localização da UC desempenha um papel importante na manutenção dos estoques pesqueiros do Pantanal Norte, bacia do alto rio Paraguai, no município de Cáceres/MT, importante polo turístico de pesca amadora, além de possuir uma cultura ligada ao consumo de peixes advindos da pesca profissional. A localização da EET em área alagada do Pantanal, a presença de uma RPPN contígua à UC, bem como a existência de áreas alagadas no seu entorno, as quais também estão protegidas, somam uma área protegida de aproximadamente 100.000 hectares. Este mosaico de áreas protegidas naturais constitui a mais importante e relevante ação de conservação existente na região.
A Estação possui altos níveis de biodiversidade (especialmente de peixes e aves), altas taxas de abundância de algumas espécies de peixe e a ocorrência de populações de espécies vulneráveis ou ameaçadas de extinção. Cento e trinta e uma espécies de peixes foram identificadas para os rios que fazem fronteira com a unidade e arredores, o que representa 48,33% do total de espécies do bioma Pantanal. A UC também é caracterizada pela grande abundância de aves, de modo que foram identificadas 237 espécies, ou 51,18% do total de aves já descritas para o bioma Pantanal. Localizada no interior da maior área de concentração de onças-pintadas (Panthera onca) do Pantanal, a Estação desempenha um papel importante na conservação desse felino que é considerado quase ameaçado pela IUCN. Outras espécies de grandes mamíferos considerados vulneráveis também estão presentes na UC, como a ariranha (Pteronura brasiliensis) e o cervo-do-pantanal (Blastocerus dichotomus).
Em adição a estes fatos considera-se também o alto grau de conservação das regiões próximas à Estação Ecológica de Taiamã, com desmatamento zero nos últimos anos.
Em outubro 2018 foi aprovada a designação da Estação Ecológica de Taiamã como área úmida de importância internacional, conhecida também como Sítio Ramsar, a qual passa a ser objeto de compromissos a serem cumpridos pelo país.